# BETWEEN THE TEN
『BETWEEN THE TEN』（ビトウィーン ザ テン）は、YUKIのカップリング・ベスト・アルバム。

## 解説
2012年2月発売のベストアルバム『POWERS OF TEN』に続くソロデビュー10周年記念作品と位置づけられる。
ソロデビューシングル「the end of shite」から23rdシングル「Hello !」までの各シングルに収録されたカップリング曲19曲に加えて、2010年にリリースされたJazztronik feat. YUKI名義のシングル「ベッドタイムストーリー」をボーナストラックとして収録している。シングルにはリミックス・ヴァージョンやライヴ・ヴァージョンが収録されていることもあったが、それらはすべて本作には未収録である。
初回生産限定盤にはオリジナルバンダナが付属する。

## 収録曲
DISC1
| 全作詞: YUKI（※特記以外）。 |                                      |                   |                                     |                  |      |
| #                           | タイトル                             | 作詞              | 作曲                                | 編曲             | 時間 |
| 1.                          | 「bed」(※作詞: 日暮愛葉)             | YUKI（※特記以外） | 日暮愛葉                            | 日暮愛葉         | 2:56 |
| 2.                          | 「Count Backwards」(※作詞: 日暮愛葉) | YUKI（※特記以外） | 日暮愛葉                            | 日暮愛葉         | 2:34 |
| 3.                          | 「ビュービュー」                     | YUKI（※特記以外） | YUKI                                | YUKI、湯浅篤     | 4:50 |
| 4.                          | 「恋人よ」                           | YUKI（※特記以外） | 松浦友也                            | 會田茂一         | 6:29 |
| 5.                          | 「ありがとう」                       | YUKI（※特記以外） | Andy Sturmer                        | 會田茂一         | 4:49 |
| 6.                          | 「17才」                             | YUKI（※特記以外） | YUKI                                |                  | 4:59 |
| 7.                          | 「三日月」                           | YUKI（※特記以外） | 會田茂一                            | 會田茂一         | 3:56 |
| 8.                          | 「AIR WAVE」                         | YUKI（※特記以外） | Andy Sturmer                        | Andy Sturmer     | 4:18 |
| 9.                          | 「舞い上がれ」(※作詞: YUKI、Zuriani) | YUKI（※特記以外） | Zuriani、Joachim "Jock-E" Bjorklund | 田中ユウスケ     | 3:55 |
| 10.                         | 「首輪」                             | YUKI（※特記以外） | Keito Blow                          | 湯浅篤、玉井健二 | 5:51 |
| 合計時間:                   | 合計時間:                            | 合計時間:         | 合計時間:                           | 44:37            |      |

DISC2
| 全作詞: YUKI。 |                            |           |              |                                                  |      |
| #              | タイトル                   | 作詞      | 作曲         | 編曲                                             | 時間 |
| 1.             | 「裸の太陽」               | YUKI      | 平野航       | YUKI、TAKIBIE（玉井健二、 湯浅篤、田中ユウスケ） | 5:52 |
| 2.             | 「夏のヒーロー」           | YUKI      | HARCO        | 玉井健二、湯浅篤                                 | 4:35 |
| 3.             | 「just life! all right!」  | YUKI      | 大川カズト   | YUKI、玉井健二、大川カズト                       | 5:16 |
| 4.             | 「ミス・イエスタデイ」     | YUKI      | nanami       | YUKI、玉井健二、橋本竜樹                         | 4:34 |
| 5.             | 「メッセージ」             | YUKI      | 蔦谷好位置   | YUKI、TAKIBIE、百田留衣                          | 4:47 |
| 6.             | 「誘惑してくれ」           | YUKI      | 野間康介     | YUKI、玉井健二、百田留衣                         | 4:22 |
| 7.             | 「あの娘になりたい」       | YUKI      | HALIFANIE    | YUKI、玉井健二、百田留衣                         | 3:53 |
| 8.             | 「Wild Ladies」            | YUKI      | 飛内将大     | YUKI、玉井健二、百田留衣                         | 3:56 |
| 9.             | 「Dear.ママ」              | YUKI      | 田中秀典     | YUKI、玉井健二、百田留衣                         | 3:49 |
| 10.            | 「ベッドタイムストーリー」 | YUKI      | Ryota Nozaki | Ryota Nozaki                                     | 4:48 |
| 合計時間:      | 合計時間:                  | 合計時間: | 合計時間:    | 45:52                                            |      |

### 楽曲解説
1. bed
1stシングル「the end of shite」カップリング。
2. Count Backwards
1stシングル「the end of shite」カップリング。
3. ビュービュー
3rdシングル「66db」カップリング。
4. 恋人よ
4thシングル「スタンドアップ!シスター」カップリング。2ndアルバム『commune』にアレンジバージョンが収録。
5. ありがとう
5thシングル「センチメンタルジャーニー」カップリング。
6. 17才
5thシングル「センチメンタルジャーニー」カップリング。
7. 三日月
6thシングル「ハミングバード」カップリング。
8. AIR WAVE
7thシングル「Home Sweet Home」カップリング。3rdアルバム『joy』にも収録。
9. 舞い上がれ
8thシングル「ハローグッバイ」カップリング。3rdアルバム『joy』にも収録。
10. 首輪
12thシングル「歓びの種」カップリング。

DISC2
1. 裸の太陽
14thシングル「ふがいないや」カップリング。4thアルバム『Wave』にも収録。
日清食品「野菜スープヌードル」CMソング。
2. 夏のヒーロー
14thシングル「ふがいないや」カップリング。4thアルバム『Wave』にも収録。
3. just life! all right!
17thシングル「汽車に乗って」カップリング。5thアルバム『うれしくって抱きあうよ』にも収録。
4. ミス・イエスタデイ
18thシングル「ランデヴー」カップリング。5thアルバム『うれしくって抱きあうよ』にも収録。
角川配給映画「インスタント沼」主題歌。
5. メッセージ
19thシングル「COSMIC BOX」カップリングであるが、同シングルリリース以前に配信限定シングルとしてリリースされていた。
ロッテ『ガーナミルクチョコレート』CMソング。
6. 誘惑してくれ
20thシングル「うれしくって抱きあうよ」カップリング。
7. あの娘になりたい
21stシングル「2人のストーリー」カップリング。6thアルバム『megaphonic』にも収録。
8. Wild Ladies
22ndシングル「ひみつ」カップリング。6thアルバム『megaphonic』にも収録。
9. Dear.ママ
23rdシングル「Hello !」カップリング。同シングルリリース以前の2011年5月8日（母の日）に1日限定で配信されていた。
10. ベッドタイムストーリー
ボーナストラック。Jazztronikの2ndシングルで、YUKIがフィーチャリングで参加している。
角川配給映画「死刑台のエレベーター」主題歌。